# 天使も踏むを恐れるところ
『天使も踏むを恐れるところ』(Where Angels Fear to Tread)は、E・M・フォースターの小説である。
フォースターは、1904年から「レスキュー」という仮題で書き始め、一か月で10章を完成させた。
後に本作は『天使も許さぬ恋ゆえに』として映画化された。